# Evento molecular de iniciación
El evento molecular de iniciación, conocido por la sigla MIE, en inglés Molecular Iniciating Event, es la interacción inicial entre una molécula y una biomolécula o biosistema, normalmente relacionado con una secuencia de mecanismos adversos (Adverse Outcome Pathway, AOP). 
De manera que, el AOP podría ser definido como una secuencia de eventos, desde la exposición de un individuo a un tóxico, hasta el desarrollo del efecto adverso. En este proceso, la interacción clave inicial es el Evento Molecular de Iniciación (MIE).
Como primer evento clave (Key Event; KE) en un AOP, el Evento Molecular de Iniciación (MIE) tiene un papel clave en el entendimiento de la toxicidad de un compuesto químico, tanto en humanos como en animales. Por tanto, el MIE, es aplicable tanto en salud humana como en la evaluación del riesgo, y se espera que algunos de los KEs sean compartidos entre especies.

## Historia

### Hasta 2012
La primera mención de un Evento Molecular de Iniciación (MIE) data del año 2006. Schultz et al. identificaron MIEs en el contexto de interacciones covalentes de electrófilos débiles y moléculas biológicas. Esta categoría de interacciones fueron usadas como base en el Modelado Mecánico Cualitativo (Qualitative Mechanistic Modeling; QMM), basado en relacionar los efectos tóxicos con las propiedades fisicoquímicas para un caso específico. Estos modelos QMMs prodían ser considerados los precursores de los MIEs.
En el año 2010, Ankley et al. describen por primera vez la secuencia de mecanismos adversos (Adverse Outcome Pathway; AOP); se presenta como un modelo conceptual, destacando las relaciones entre el MIE y el resultado adverso a nivel de organización biológica, relevante para la evaluación del riesgo. Algunos ejemplos de eventos clave (KE), a lo largo del AOP, fueron la interacción receptor-ligando, la unión al ADN y la oxidación de proteínas. Además, se presentaron otros ejemplos en el campo de la ecotoxicología, como la toxicidad por fotoactivación o activación del receptor estrogénico. 
Años más tarde, en 2012, la Organización para la Cooperación Económica y el Desarrollo (Economic Co-operation and Development; OECD) participa en un paso clave en la descripción del AOP (y los términos comprendidos en ella), efiniéndolo como: “una secuencia lineal de eventos, desde la exposición de un individuo a una sustancia química, a través de un entendimiento del efecto adverso (tóxico) a nivel individual (refiriéndose a salud humana) o a nivel poblacional (en ecotoxicología)” 2

### 2013
En este año entra en vigor en Europa la séptima enmienda de la directiva sobre cosméticos 76/7678/EEC, y su consiguiente regulación 1223/2009, prohibiendo  los experimentos animales en pruebas de ingredientes cosméticos. De esta forma se inicia la transición de una toxicología en la que dominan los métodos in vivo a otra en la que se aceptan alternativas no animales como métodos in vitro, in silico e in chemico.
También en 2013, LaLone et al. exponen una herramienta cuantitativa para extrapolar los MIEs entre especies, basada en aproximaciones bioinformáticas y en el conocimiento de la biología de la diana. Se soluciona así un tema clave como era la extrapolación de datos entre especies durante la evaluación del riesgo.
A finales de este año se desarrolla de forma completa la primera secuencia de efectos adversos (AOP); la sensibilidad de la piel.3

### 2014
En 2014 se lanza la primera versión de AOP Wiki; un recurso diseñado para que los científicos toxicólogos pudieran compartir conocimientos relacionados con el AOP, en un formato apropiado y en un foro abierto. 
Al mismo tiempo Leist et al. remarcan que el alto coste de los experimentos con animales deja muchos químicos sin evaluar, mientras que mezclas ni siquiera solían ser evaluadas. En consecuencia se propone una nueva visión, en la que químicos y mezclas son evaluados en primer lugar mediante métodos in silico e in vitro, solo utilizándose experimentación animal en el caso de no llegar a resultados concluyentes.
Finalmente, todos los estudios monográficos llevados a cabo sirven para unificar la definición de MIE. 2 Hasta entonces las definiciones de MIE variaban dependiendo del campo de estudio, y ello generaba problemas a la hora de llevar a cabo una caracterización y clasificación.
En el informe de Futurtox II publicado en 2015, se establece que un único MIE puede dar lugar a varios AOP, y que un efecto adverso puede estar asociado a varios MIEs. En él hacen referencia a las evaluaciones de riesgo de los metales, las cuales plantean una serie de cuestiones diferentes de las de los productos químicos orgánicos. 
Von Stackelberg et al. utilizaron un enfoque AOP para analizar la neurodegeneración causada por la exposición de los seres humanos a metales, específicamente plomo, arsénico, cadmio y manganeso. Este AOP vinculó la activación de la quinasa regulada por activación extracelular, provocada por los metales, a un aumento en los niveles de iones de calcio celular y trastornos neurológicos, incluyendo déficits en el aprendizaje y la cognición. Es importante que los enfoques MIE y AOP puedan utilizarse en estas diferentes situaciones para aumentar su impacto en toxicología.
Estos enfoques tempranos hacia las herramientas MIE no están diseñados para reemplazar los ensayos in vitro o ser un modelo completo in silico, sino más bien para proporcionar un análisis rápido y una metodología de priorización para ayudar en la evaluación de riesgos.2

## Impacto en la toxicología predictiva
Las propiedades químicas de la molécula son las responsables de la especificidad de los MIEs. Por tanto, es importante conocer la base química del MIE para el desarrollo de métodos predictivos de toxicología humana y ambiental, siendo los MIEs considerados un objetivo adecuado para estudios de Relación Cuantitativa Estructura-Actividad; (Q)SAR. 
Se han agrupado las sustancias químicas según su toxicidad basándose en la unión a receptores, un tipo particular de MIE. Si el receptor tiene un solo mecanismo de unión, y por tanto se asocia con un único MIE, se puede predecir con mucha seguridad su (Q)SAR. Sin embargo, si el receptor está asociado a varios MIEs, la predicción de su (Q)SAR no será efectiva.
El enfoque basado en MIE puede ayudar al desarrollo de métodos in silico e in vitro a través de la comprensión mecánica de cómo funcionan los ensayos y la información que nos aportan, teniendo también los (Q)SAR un papel relevante en la toxicología in silico. Los (Q)SARs han sido desarrollados como herramientas útiles en la predicción de toxicología acuática aguda y en la clasificación de los tóxicos acuáticos cuando se disponen de pocos o ningún dato empírico. Además, ya se dispone de herramientas basadas en (Q)SAR, que permiten la predicción de metabolitos formados a partir de una estructura química original, tales como Meteor y Metaprint 2D. Actualmente, estas herramientas están siendo utilizadas en la toxicología humana, en los campos de mutagenicidad y carcinogenicidad. 2
La hepatotoxicidad es el principal motivo de retirada de un medicamento, y sus causas puede ser estudiadas a través de los MIEs. A menudo es atribuida a la producción de metabolitos reactivos en el hígado. Uno de los MIE vinculados a estos metabolitos producidos, consiste en la unión covalente de los metabolitos a las macromoléculas. Por lo tanto, si un compuesto puede transformarse en metabolitos electrofílicos tiene el potencial de causar hepatotoxicidad. Y si un compuesto que produce metabolitos reactivos, causa hepatotoxicidad, dependerá de otros factores como la dosis. Al saltar del MIE (unión electrofílica) al punto final (hepatotoxicidad) es importante comparar el compuesto en estudio con otros compuestos estructuralmente similares que se administran en un hombre similar y a una dosis similar. Esta comparación puede hacerse utilizando la técnica de lectura cruzada. Por lo tanto, cuando se diseñan compuestos, es beneficioso tratar de evitar las fracciones que son (pro)electrofílicas y por lo tanto eliminar la posibilidad de compuestos que causen estos mecanismos tóxicos.
El estrés oxidativo se ha vinculado con casi todos los puntos finales de toxicidad que implican la muerte celular y se cree que es la causa principal del proceso de envejecimiento. A menudo se discute como un MIE competidor/complementario cuando se trata de establecer qué MIE(s) son responsables de cualquier punto final de toxicidad dado. La probabilidad es que el estrés oxidativo siempre ocurrirá cuando el entorno homeostático de la célula se interrumpe. Si el estrés oxidativo es la causa primaria de un resultado tóxico o sólo un factor contribuyente es muy difícil, si no imposible de establecer. Por lo tanto, los compuestos que pueden promover el estrés oxidativo a menudo se evitan en el desarrollo de fármacos. 3

## Agrupaciones de MIEs según su interacción
El impacto de los MIEs y el AOP ha incrementado indudablemente en los últimos años, y por consecuencia el número de publicaciones en esta área. Todo ello ha contribuido a que un gran número de MIEs hayan sido caracterizados, y agrupados en función a su base química. 2
1. Los primeros MIEs estudiados: enlaces covalentes formados en reacciones entre químicos y moléculas biológicas. 
Estos MIEs incluyen reacciones de electrófilos con moléculas de ADN y la modificación covalente de proteínas de la piel. MIEs como estos, pueden conducir a respuestas tóxicas como dermatitis alérgica de contacto, genotoxicidad o trastornos inmunológicos.
2. Formación de un enlace no covalente entre el químico y la diana biológica, tal como un receptor o una enzima.
Esto pueden incluir :
- La activación de PPARγ , o el agonismo     y antagonismo de receptores nucleares; ambos dando lugar a esteatosis     hepática o inhibición de la cadena de transporte de electrones, que     conduce a la disfunción de la mitocondria y por tanto a un déficit     energético.
- La unión de los químicos a la tubulina, que supone un efecto teratogénico.

3. Una categoría de MIEs para los químicos que no interaccionan directamente con una biomolécula específica, en cambio producen una perturbación en la propia célula o en sus orgánulos. Un ejemplo, frecuentemente usado en ecotoxicología, es la alteración de la membrana plasmática.
Los MIES de perturbación del biosistema incluyen químicos que actúan como protonóforos, o participan en reacciones redox, conduciendo a un efecto tóxico en la mitocondria.